# AN/UQN-1

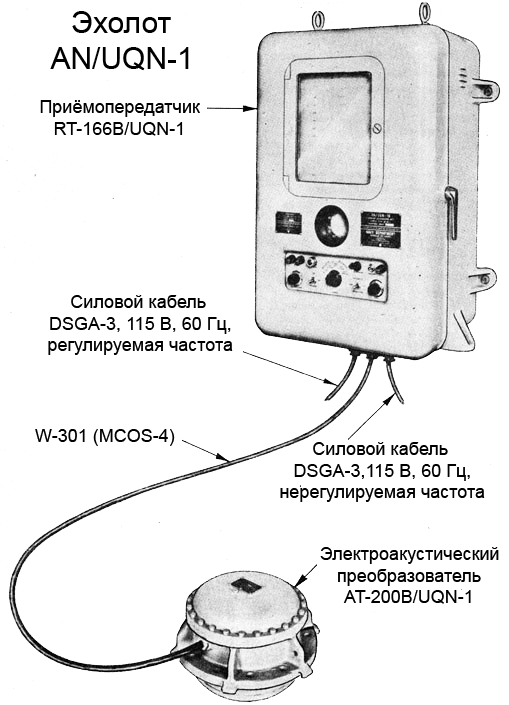
Составные части эхолота AN/UQN-1B

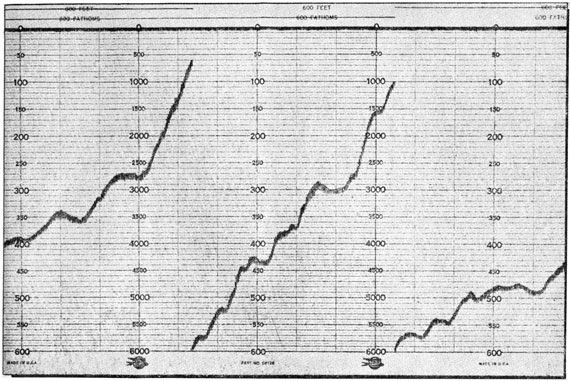
Лента самописца эхолота AN/UQN-1B

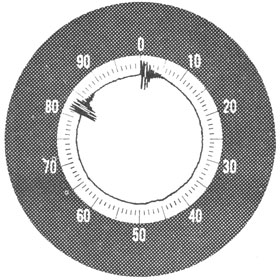
Электронно-лучевой индикатор эхолота AN/UQN-1

AN/UQN-1 — американский эхолот, разработанный в 1940-х годах и использовавшийся в ВМС США в первое послевоенное время.

## Описание
По сравнению с более ранними эхолотами представлял собой компактный прибор, состоявший из небольшого приёмопередатчика с самописцем и гидроакустического преобразователя, располагавшегося в подводной части корабля.
Диапазон измеряемых глубин — от 1,5 м до 11 км.
Может работать в ручном режиме (зондирование одиночными импульсами по сигналу оператора) и в автоматическом режиме.
Зондирующий сигнал частотой 12 кГц формируется гидроакустическим преобразователем, состоящим из кристаллов дигидрофосфата аммония, заключённых в герметичную оболочку с фланцами, предназначенными для закрепления в днище надводного корабля или в корпусе подводной лодки. Мощность излучателя составляет 800 Вт. Приёмопередатчик с индикатором и самописцем располагается внутри корпуса.
Результаты измерения отображаются на индикаторе и/или фиксируются на ленте самописца. Самописец фиксирует глубины в трёх диапазонах:
- 0—600 футов (0—180 м);
- 0—600 морских саженей (0—1,1 км);
- 0—6000 морских саженей (0—11 км).

Диапазоны отображения самописца переключаются либо вручную, либо в автоматическом режиме. В последнем случае выбирается наилучший диапазон для точного отображения глубины (на глубине 600 саженей (1,1 км) самописец автоматически переключается между режимами 6000 и 600 саженей, а на глубине 600 футов (180 м) — между режимами 600 саженей и 600 футов в зависимости от того, увеличивается или уменьшается глубина).
Индикатор представляет собой миниатюрную электронно-лучевую трубку с круговой развёрткой. При отсутствии зондирующих импульсов развёртка идёт по кругу. В момент посылки зондирующего импульса на развёртке в районе нулевой отметки шкалы появляется характерный всплеск в виде затухающей синусоиды. В момент прихода эхо-сигнала аналогичная отметка появляется в той части развёртки, которая соответствует глубине акватории. Глубина определяется по круговой шкале (0-100 единиц), единица измерения зависит от режима отображения:
- 0—100 футов (0—30 м);
- 0—100 морских саженей (0—180 м).